# Киев-Баскет
«Киев-Баскет» — украинский баскетбольный клуб из города Киева основанный в 1992 году украинским политиком и бизнесменом Михаилом Бродским, неоднократный призёр чемпионата Украины. В 1998 прекратил существование, в 2017 вновь был основан Михаилом Бродским.

## Успехи по сезонам
| Сезон   | Название      | Дивизион    | Место |
| ------- | ------------- | ----------- | ----- |
| 1992/93 | Маккаби-Денди | Первая лига | 2     |
| 1993/94 | Киев-Баскет   | Высшая лига | 3     |
| 1994/95 | Киев-Баскет   | Высшая лига | 2     |
| 1995/96 | Денди-Баскет  | Высшая лига | 3     |
| 1996/97 | Денди-Баскет  | Суперлига   | 3     |
| 1997/98 | Денди-Баскет  | Суперлига   | 5     |
| 2017/18 | Киев-Баскет   | Высшая лига | 9     |
| 2018/19 | Киев-Баскет   | Суперлига   | 2     |
| 2019/20 | Киев-Баскет   | Суперлига   | 2     |

## Составы команд
Сезон 1993/1994: Андрей Подковыров, Виктор Савченко, Дмитрий Брянцев, Владимир Чурсин, Алексей Азанян, Владимир Васильев, Юрий Орлов, Вячеслав Евстратенко, Сергей Ковальчук, Евгений Мурга, Владимир Полуяхтов, Андрей Ромс, Владимир Рыжик, Игорь Савицкий, Павел Хмаренко.
Тренеры — Борис Вдовиченко, позже — Андрей Подковыров
Сезон 1994/1995: Андрей Подковыров, Евгений Мурзин, Виктор Савченко, Андрей Харчинский, Игорь Ватажок, Олег Рубан, Сергей Половко, Вячеслав Евстратенко, Виктор Грищенко, Владимир Шевченко, Владимир Рыжов, Владимир Рыжик, Игорь Яценко, Налисс Харт.
Тренеры: Андрей Подковыров, Борис Вдовиченко.
Сезон 1995/1996: Андрей Подковыров, Евгений Мурзин, Виктор Савченко, Андрей Харчинский, Игорь Ватажок, Олег Рубан, Сергей Половко, Вячеслав Евстратенко, Владимир Шевченко, Андрей Шаптала, Игорь Мельник, Дмитрий Базелевский, Дмитрий Снежко, Владимир Рыжов
Тренеры: Андрей Подковыров, Борис Вдовиченко
Сезон 1996/1997:Евгений Мурзин, Виктор Савченко, Игорь Ватажок, Сергей Половко, Андрей Шаптала, Дмитрий Базелевский, Владимир Рыжов, Дмитрий Брянцев, Дмитрий Кораблев, Ярослав Зубрицкий, Станислав Медведенко, Андрей Шарамко, Душан Савич, Слободан Шливанчанин
Главный тренер: Андрей Подковыров
Сезон 1997/1998: Дмитрий Брянцев (34 игры), Дмитрий Кораблев (34), Ярослав Зубрицкий (34), Евгений Анненков (34), Евгений Мурзин (33), Олег Козорез (29), Дмитрий Марков (22), Владимир Шевченко (22), Дмитрий Базелевский (12), Денис Синицкий (10), Алексей Борисенко (7), Андрей Шарамко (5), Виктор Савченко (1)
Тренеры: Андрей Подковыров, Ефим Таслицкий

## Достижения
- Серебряный призёр Первой лиги: 1993
- Серебряный призёр Высшей лиги: 1994, 1995
- Серебряный призёр Суперлиги: 2019, 2020, 2025
- Бронзовый призёр Суперлиги: 1996, 1997, 2021